# 阿隆索·德伊瓦涅斯县

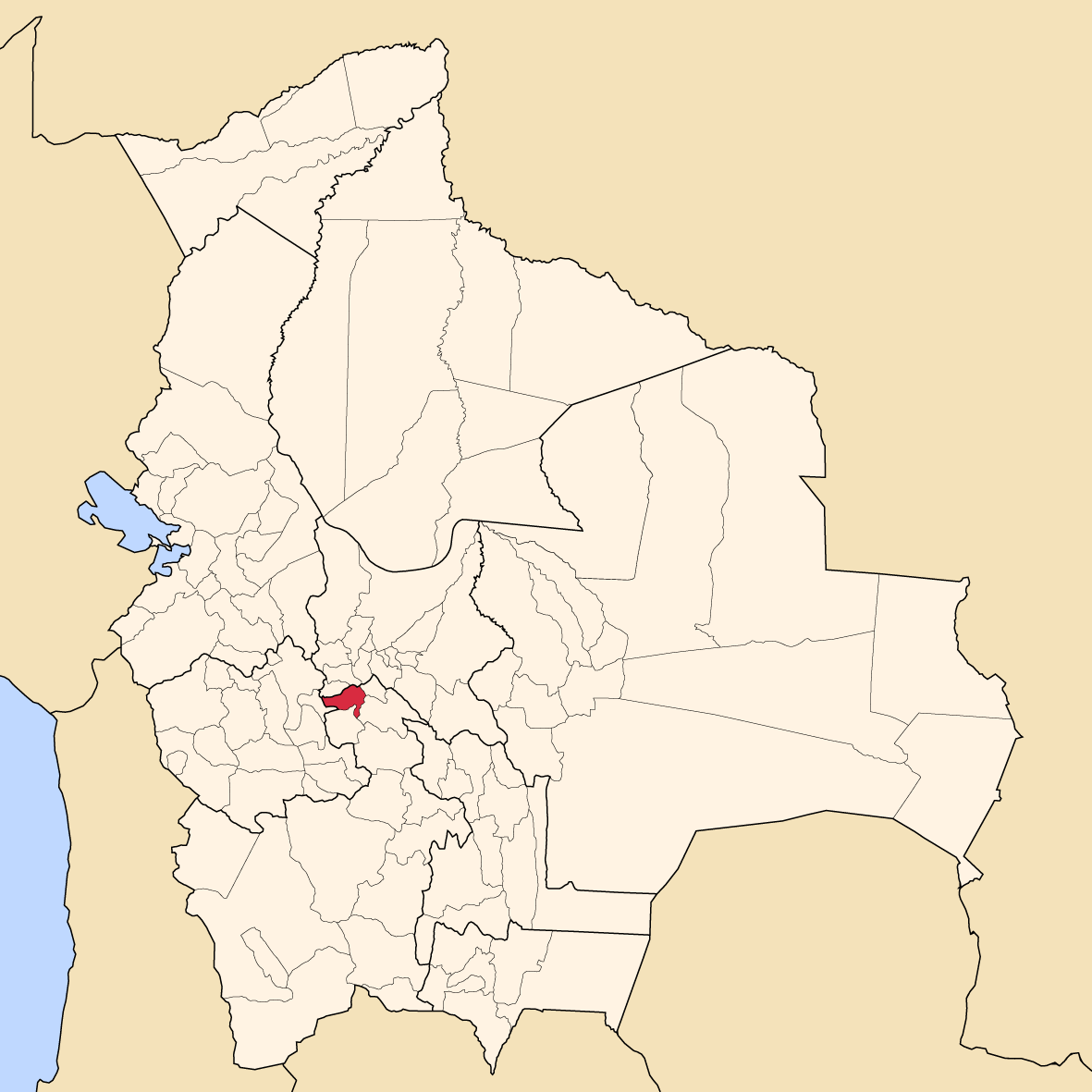

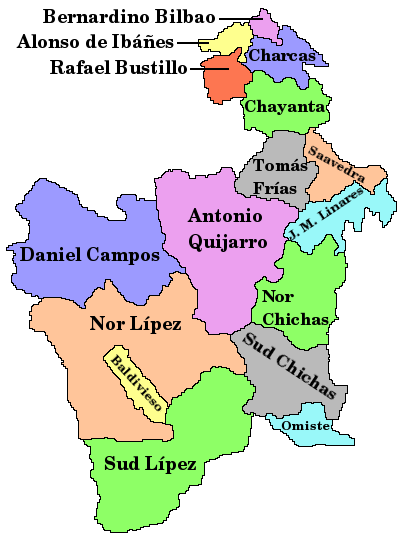

阿隆索·德伊瓦涅斯县（西班牙語：Provincia de Alonso de Ibáñez），是玻利維亞的县份，位於該國西南部，屬於波托西省的一部分，县府設於薩卡卡，面積1,378平方公里，2001年人口27,755，人口密度每平方公里20.1人。